# ジャン・ブガッティ

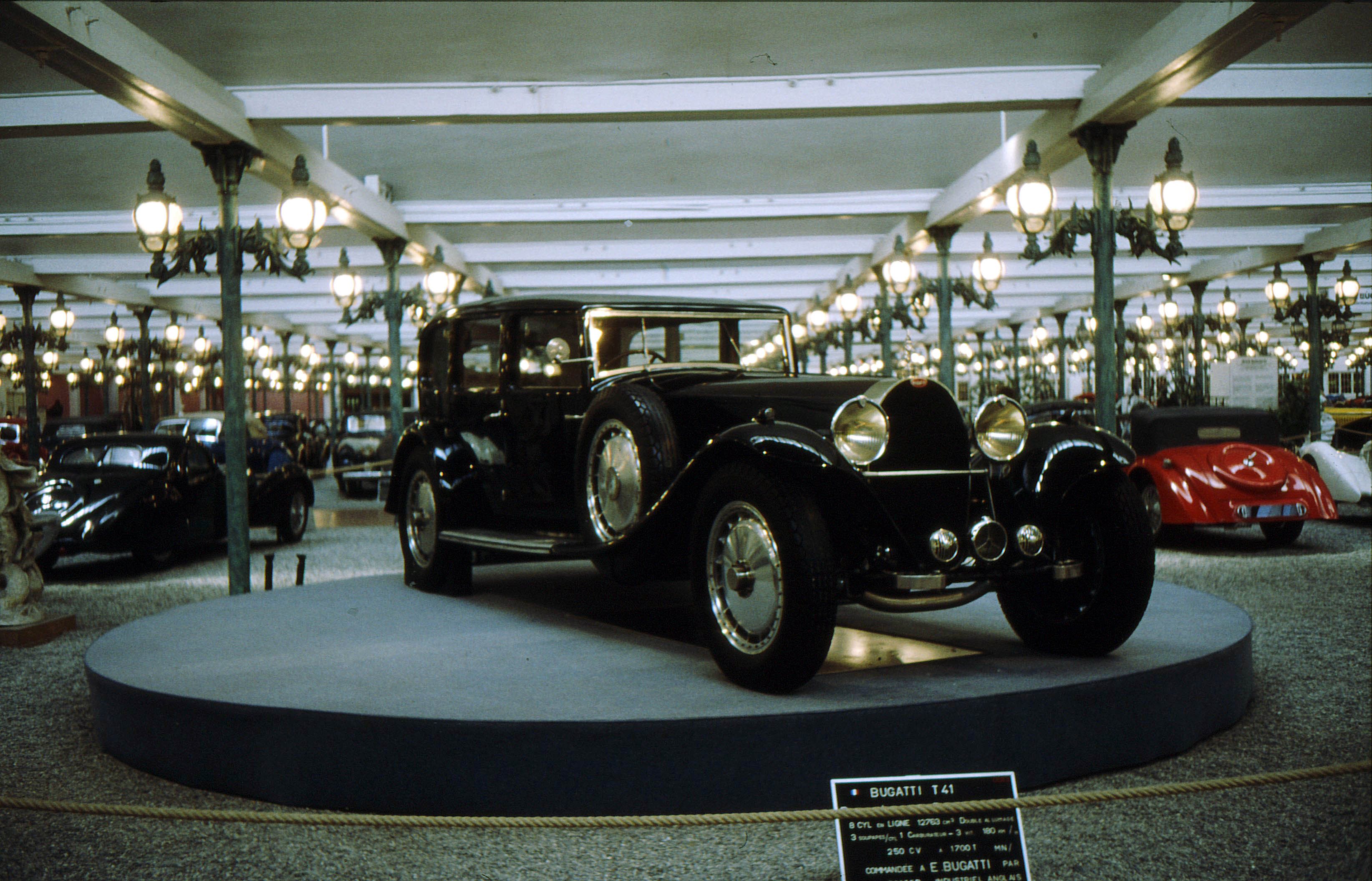
ブガッティ・ロワイヤル「クーペ・ナポレオン」

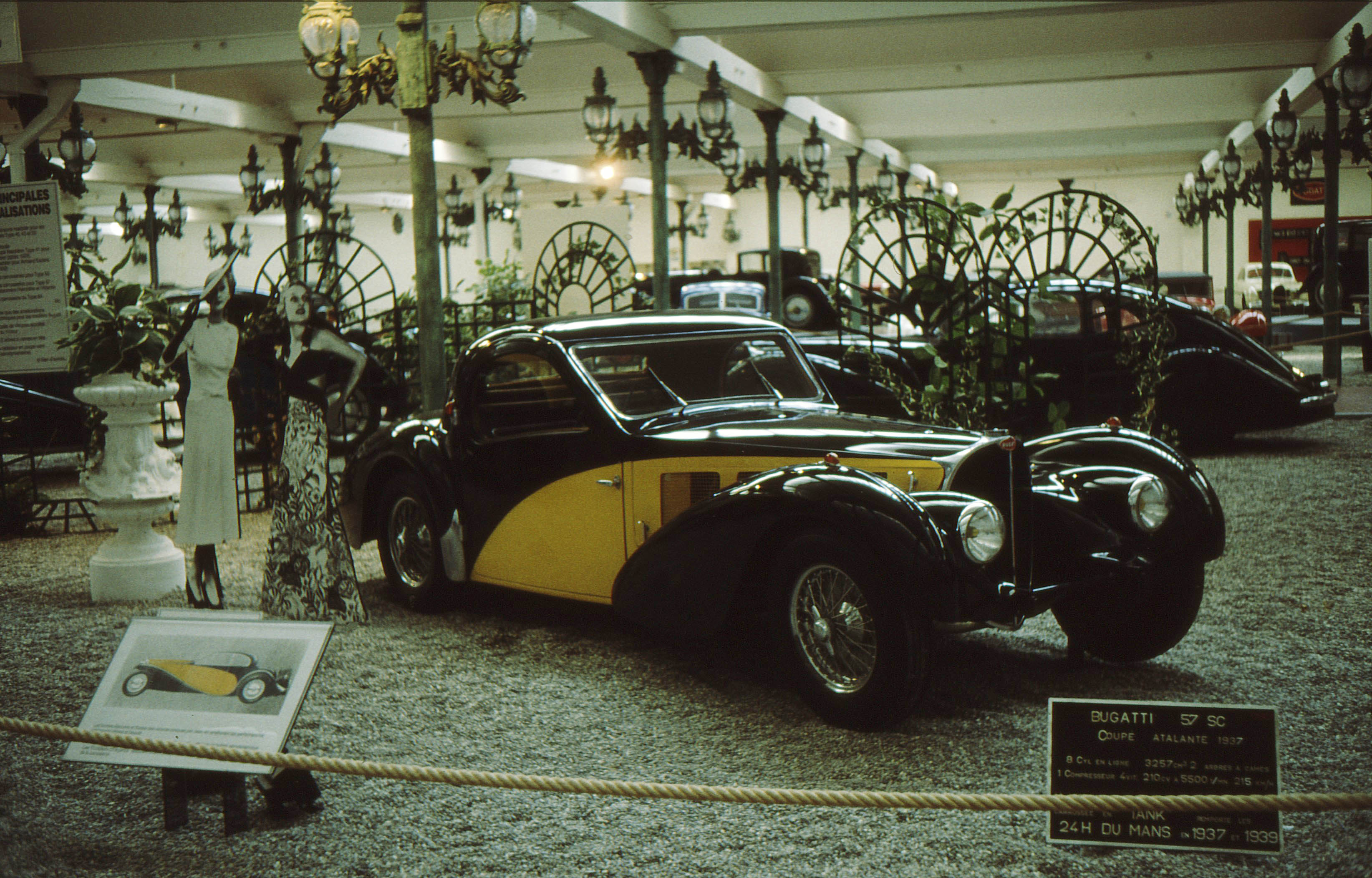
ブガッティ・タイプ57SC・クーペ・アトランテ

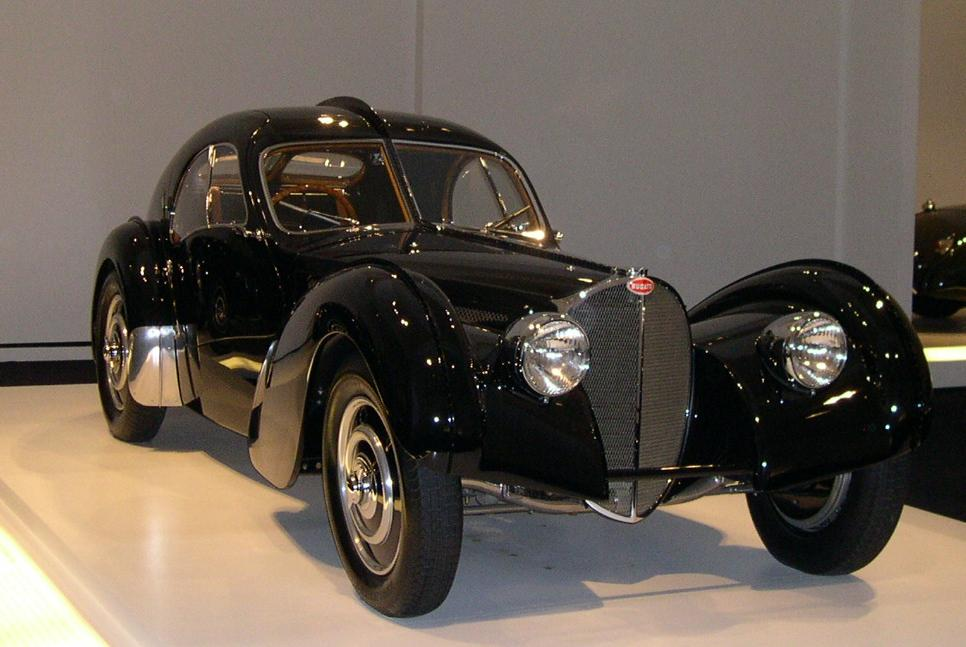
ブガッティ・タイプ57SC アトランティーク・クーペ

ジャノベルト・マリア・カルロ・ブガッティ（Gianoberto Maria Carlo Bugatti、1909年1月15日 - 1939年8月11日）は、フランスにかつて存在した自動車メーカー・ブガッティの創業者エットーレ・ブガッティの長男。
1930年代のブガッティ車のデザインに優れた才能を発揮した他、テストドライバー・技術者としての才能もあった。

## 生涯
ドイツのケルンに生まれる。生後間もなく、当時はドイツ領であったアルザス地方のドリスハイムに移り住んだ。祖父のカルロ・ブガッティはイタリア・ミラノ出身の家具・宝石デザイナーでパリに長く在住し、父のエットーレはドリスハイム近郊のモールスハイム (en) で自動車製造を始めようとしていた。一家の交際相手の大半はフランス人で、ジャノベルトも普段はフランス風に「ジャン」と呼ばれていた。
祖父や父の芸術的天分と独創性を豊かに受け継いだジャンは、父の製造する自動車への興味を深めていった。1920年代後半、まだ10代の彼はすでに自動車デザイナーとしての才能を示し始め、23歳の1932年、排気量12763ccという史上最大級の超高級車ブガッティ・ロワイヤル（タイプ41）の車体デザインを一人で担当した。ジャンのデザインが父の技術力に加わったことで、ブガッティは自動車の歴史において決して忘れられることのない車名となった。続いて彼はタイプ57の2ドア4座の「ヴァントゥー」（Ventoux）、4ドア4座の「ギャリビエ」（Galibier）、2ドア・カブリオレの「ステルヴィオ」（Stelvio）、2ドア・クーペの「アトランテ」（Atalante）の4種の自社製作ボディのデザインを手がけた。これらのデザインは1936年のパリ・サロンで発表され、センセーションを巻き起こした。ジャンはまた、自動車技術者としての才能にも恵まれており、タイプ57のためのDOHCエンジンや、前輪独立サスペンションを備えたタイプ57の後継車・タイプ64を試作していた（ジャンの死後、第二次世界大戦の勃発もあって、この計画は頓挫する）。
現場育ちのデザイナーであったジャンは、しばしば自分の作り上げた試作車を自らテストドライブしていた。1939年8月11日、ル・マン24時間レースに優勝したばかりのタイプ57のレーシングモデル（その特異なボディ形状から「タンク」と呼ばれていた）を、工場に程近いDuppigheim村の近くで走らせていたジャンは、酒に酔った男が運転する自転車を避けようとしてコントロールを失い、道路から転落、30歳で事故死した。彼はドリスハイムの一族の墓地に葬られ、事故現場にはその死を悼む記念碑が建てられている。